# Spændingsroman
Spændingsromaner er en genre indenfor litteraturen, hvor handlingen er i centrum, mens personbeskrivelse, motiver og miljøbeskrivelser er af mindre betydning. Genren omfatter bl.a. litteratur, der fortolker ældgamle myter, overnaturlige hændelser og videnskabelige eksperimenter, der truer klodens overlevelse. 
Den engelske betegnelse thriller udtrykker, hvad spændingsromanens tilsigtede effekt er: At skabe et højt niveau af stress eller ophidselse hos læseren.

## Undergenrer
Der findes en række undergenrer, fx
- Action
- Erotisk drama [1]
- Konspiration
- Politisk drama
- Seriemorder drama
- Spionroman
- Western

## Generelle fællestræk
Et fælles træk for de fleste spændingsromaner er, at helte og skurke er klart definerede. Heltene er udsat for en konstant strøm af truende situationer, på flugt fra en bande lyssky personer eller på en hemmelig mission, der byder på livsfare. Når heltene netop er undsluppet den sikre død, opstår der en ny trussel, og hastigheden, hvormed disse faresituationer indtræffer, er ofte afgørende for, om læseren kan fastholde interessen.
I spændingsromaner er der som regel meget på spil. Skurkene er fast besluttede på at udrydde alle, der står i vejen for deres mål. Under den kolde krig var truslen som regel stabiliteten i den frie verden. 

## Eksempler
Homer’s Odysseen nævnes ofte som alle spændingsromaners oprindelse. Dan Brown er et eksempel på en moderne, succesfuld forfatter af spændingsromaner.  Raymond Chandler nævnes både som krimiforfatter og som et typisk eksempel på en forfatter af spændingsromaner.
Western-genren byder på utallige spændingsromaner og -film (se westernfilm). En af de mest sejlivede myter, som er skildret i flere bøger og film er myten om skudduellen ved O.K. Corral. 

## Lignende genrer
Spændingsromanen er især beslægtet med myter, eventyr og kriminalromaner. Gyldendals Litteraturhåndbog definerer genren som triviallitteratur. . Forskellen mellem spændingsromanen og kriminalromanen kan opridses således:
En kriminalroman har fokus på opklaringen af en forbrydelse. Det er en (underforstået) regel, at læseren skal have en chance for at gætte løsningen på plottet ved hjælp af spor, forfatteren mere eller mindre åbenlyst har gjort opmærksom på.
Spændingsromanen er derimod koncentreret om en række faresituationer, hvor en helt eller heltinde netop redder livet i sidste øjeblik. Den egentlige skurk behøver ikke at være i søgelyset før klimaks. 
Agatha Christie skrev både spændingsromaner og krimier. Krimierne var strengt opbygget om et plot og opklaringen heraf, mens spændingsromanerne koncentrerede sig om et eventyrlystent ungt par, eller en helt/heltindes, farefulde oplevelser.